# 李續宜
李續宜（1822年—1863年），字希庵，湖南湘鄉人，清末湘军将领。
兄李續賓是湘軍名將。續宜師出羅澤南，咸丰二年（1852年）随羅澤南在湘乡办团练。咸豐三年（1853年），太平軍圍攻江西省城南昌，李續宜隨羅澤南赴援，转战江西、湖北。官文、曾國藩共同荐舉李續宜任安徽巡撫，數度擊敗石達開、陳玉成，咸豐八年，胡林翼進軍皖中，續宜受命留守湖北。李續賓戰死三河後，由其弟李續宜在安徽黃州等地收容殘部。胡林翼認為李续宾精于战术，李续宜则长于战略，但李续宜的战功，大多被李续宾掩盖了。
咸丰十一年（1861年）擢升安徽巡抚。咸豐十年十一月底，陳玉成以十餘萬攻桐城，沿途攻克黄州、德安两府5县，被李續宜、多隆阿聯手擊敗，並擊斃太平軍近萬人，收復安慶續宜居首功，皇賜黃馬褂；1861年湖北巡撫胡林翼辭官養病，李續宜署理湖北巡撫，同治元年（1862年）春，解颖州围。被任命为钦差大臣。同治二年（1863年）十一月，李病逝於任內。

## 延伸阅读
[在维基数据编辑]
 《清史稿·卷408》，出自趙爾巽《清史稿》
 《清史稿·卷408》